# Livia Giampalmo
Livia Giampalmo (* 14. Oktober 1941 in Genua) ist eine italienische Schauspielerin, Synchronsprecherin, Filmregisseurin und Drehbuchautorin.

## Leben
Giampalmo ist Tochter eines Chirurgen und diplomierte an der Schule des „Piccolo Teatro di Milano“ im Jahr 1963. Bis Ende 1972 war sie als Bühnenschauspielerin u. a. unter Giorgio Strehler und Luigi Squarzina in zahlreichen Stücken zu sehen. Daneben wurde sie mehrfach für Fernsehrollen engagiert, so für Lettera di una madre, La Roma di Moravia und E le stelle stanno a guardare. In der Folgezeit wandte sie sich hauptsächlich der Synchronarbeit zu; sie war die italienische Stimme von z. B. Jane Fonda, Diane Keaton, Goldie Hawn und Dominique Sanda.
1990 debütierte Giampalmo als Kinoregisseurin mit dem interessanten und teilweise biografischen Evelina e i suoi figli nach eigenem Drehbuch. Von ihren folgenden Filmen, die mehrheitlich für das Fernsehen entstanden, ragt vor allem Il padre di mia figlia heraus.
Giampalmo war von 1967 bis 1975 mit Giancarlo Giannini verheiratet und hat zwei Söhne.

## Filmografie (Auswahl)

### Darstellerin
- 1979: Martin Eden (Martin Eden)

### Drehbuchautorin
- 1988: Die Partie seines Lebens (La partita)

### Regisseurin
- 1990: Evelina und ihre Söhne (Evelina e i suoi figli)
- 1995: Love Twist (Due volte twent'anni)